# Naturschutzgebiet Mellenthiner Os
Koordinaten: 53° 56′ 22″ N, 14° 0′ 18,7″ O
Das Naturschutzgebiet Mellenthiner Os ist ein 65 Hektar umfassendes Naturschutzgebiet im Naturpark Insel Usedom in Mecklenburg-Vorpommern. Es befindet sich nordöstlich der Stadt Usedom, nördlich von Mellenthin und wurde am 15. August 1995 ausgewiesen. Der Gebietszustand wird als gut eingeschätzt. Eine Einsichtnahme in die Schutzgebietsflächen ist von mehreren Wanderwegen aus möglich, die zur Schwedenschanze, einer ehemaligen slawischen Höhenburg, inmitten des NSG führen.
Das NSG Mellenthiner Os wird als Geotop mit der Nr. G2_208 geführt. Es ist 5,4 km lang von Mellenthin über den Balm bis zur Halbinsel Cosim sowie dem Abzweig nach Nordwest mit 1,8 km Länge. Die maximale Breite beträgt 450 m (siehe KLEKs).

## Pflanzen- und Tierwelt
Hervorhebenswerte Pflanzenarten sind Gagelstrauch, Schattenblume und Sumpf-Haarstrang sowie das Sumpfblutauge. Brutvögel im Gebiet sind Habicht, Rotmilan, Hohltaube, Mittelspecht, Neuntöter, Zwergschnäpper, Uferschwalbe und Kranich.